# Ludwik I Wittelsbach

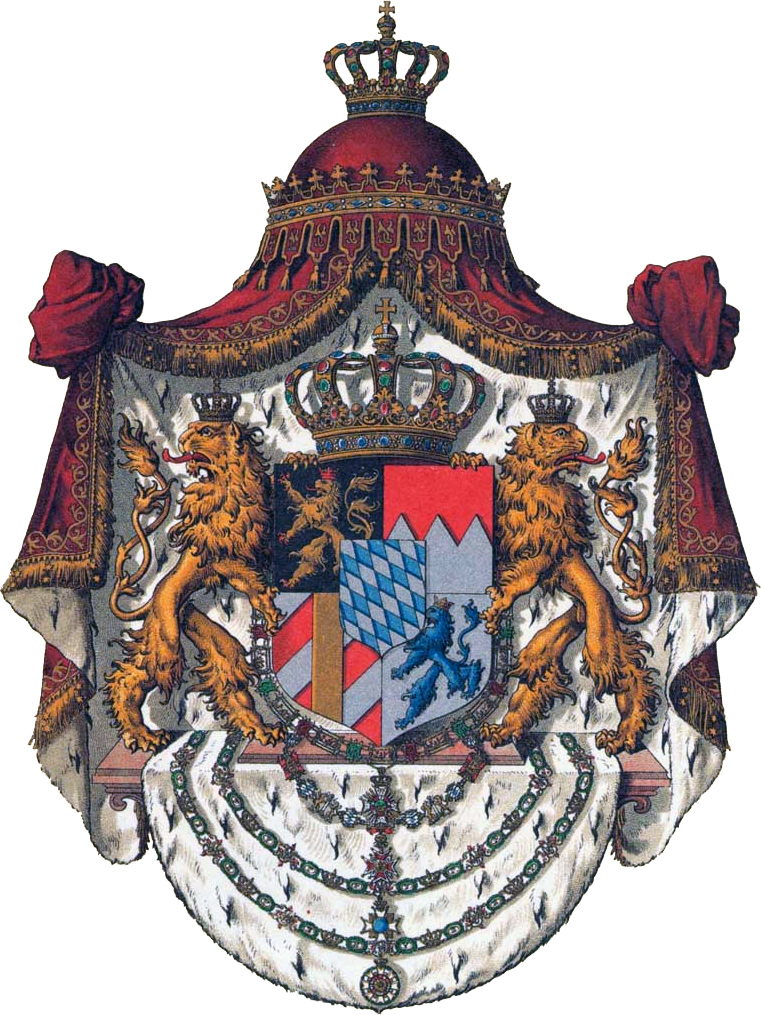
Herb królewski Bawarii

Ludwik I Wittelsbach (ur. 25 sierpnia 1786 w Strasburgu, zm. 29 lutego 1868 w Nicei) – król Bawarii w latach 1825–1848.

## Życiorys
Ludwik I był synem Maksymiliana I i jego pierwszej żony, Augusty. W 1810 ożenił się z Teresą von Sachsen-Hildburghausen (1792–1854). Z okazji ich wesela odbył się pierwszy Oktoberfest (festiwal piwa).
Ludwik nie przyjął do wiadomości przymierza zawartego między jego ojcem a cesarzem Napoleonem I, ale mimo swojej niechęci do Francuzów, musiał poprowadzić bawarskie oddziały, które dołączyły do Napoleona. W 1817 Ludwik wziął udział w obaleniu premiera, hrabiego Maxa Josefa von Montgelas.

### Panowanie
Ludwik I wstąpił na bawarski tron po śmierci swego ojca w 1825, i już od pierwszych dni swego panowania dał się poznać jako wielki patron sztuk (mówił o sobie: Sztuka monachijska to ja!). Monachium zostało stolicą nowo utworzonego w 1806 Królestwa Bawarii. Z inicjatywy Ludwika I, pod kierunkiem Leo von Klenzego, dokonano przebudowy Monachium, nadając mu klasycystyczne oblicze. W 1826 Ludwik przeniósł do tego miasta z Landshut Uniwersytet Ludwika i Maksymiliana. Król był miłośnikiem kultury antycznej i włoskiego renesansu – sprowadził architektów, rzeźbiarzy i malarzy. Zlecił budowę nowej siedziby dla Uniwersytetu Ludwika i Maksymiliana, Starej Pinakoteki, Gliptoteki, monumentalnej bramy-pomnika Propylejów, Dzielnicy Muzeów (Kunstareal), Portyku Marszałków (Feldherrnhalle), łuku triumfalnego Brama Zwycięstwa (Siegestor), placu Königsplatz, Ludwigstraße (reprezentacyjnej ulicy), Ruhmeshalle z gigantycznym posągiem Bavarii.
W czasie swojego panowania również rozkazał wybudować Walhallę pod Ratyzboną. Jednocześnie król mocno wspierał uprzemysłowienie Bawarii. Zainicjował budowę Kanału Ludwika między Dunajem a Menem, a w 1835 zbudował pierwszą w całych Niemczech linię kolejową (Ludwigseisenbahn), która w Bawarii połączyła miasta Fürth i Norymbergę.
Ludwik był również wielkim entuzjastą wszystkiego, co było związane ze średniowieczem w Niemczech. Kazał otworzyć kilka zamkniętych klasztorów. Zreorganizował administracyjny podział Bawarii na regiony – w 1837 wprowadził ich stare nazwy: Górna Bawaria, Dolna Bawaria, Frankonia, Szwabia, Górny Palatynat i Palatynat. Zmienił swój tytuł królewski na Ludwik I, król Bawarii, książę Frankonii, książę Szwabii i hrabia Palatynatu Reńskiego. Jego potomkowie zostawili te tytuły.
Ludwik wspierał grecką walkę o uzyskanie niepodległości; w 1832 jego syn, Otto, został wybrany na króla Grecji. Po rewolucji lipcowej we Francji (1830) polityka Ludwika, kiedyś liberalna, stała się bardziej i bardziej represyjna. W 1832 na Hambacher Fest poddani Ludwika pokazali po raz pierwszy swoje rosnące niezadowolenie z powodu wysokich podatków i cenzury. Ludwik z dnia na dzień stawał się coraz bardziej niepopularny. W związku z Wiosną Ludów (1848) oraz fatalnymi nastrojami społecznymi Ludwik I abdykował 20 marca 1848 na rzecz swojego syna, Maksymiliana II.
Nastroje społeczne związane były również z prywatnym życiem króla, który wciąż otwarcie romansował z kolejnymi kobietami różnej narodowości. Jego ostatnim skandalizującym romansem był związek z tancerką Lolą Montez. Zmarł we Francji.

## Odznaczenia
Bawarskie
- Wielki Mistrz Orderu Świętego Huberta[3][4]
- Wielki Mistrz Orderu Świętego Jerzego[3][4]
- Wielki Mistrz Orderu Maksymiliana Józefa[3][4]
- Wielki Mistrz Orderu Zasługi Korony Bawarskiej[3][4]
- Wielki Mistrz Orderu Zasługi Świętego Michała (odnowienie w 1837)[5]
- Wielki Mistrz Orderu Królewskiego Ludwika (fundator w 1827)[3][4]

Zagraniczne
- Order Legii Honorowej (1805, Francja)[4]
- Order Słonia (1825, Dania)[4]
- Order Zbawiciela (1833, Grecja)[6]
- Order Serafinów (1844, Szwecja)[7]
- Order Złotego Runa (Austro-Węgry)[4]
- Order Świętego Stefana (Austro-Węgry)[4]
- Order Korony (Wirtembergia)[4]
- Order Orła Czarnego (Prusy)[4]
- Order Korony Rucianej (Saksonia)[4]
- Order Ernestyński (Saksonia)[4]
- Order Wierności (Badenia)[4]

## Potomstwo
- Maksymilian II (1811–1864) – król Bawarii w latach 1848–1864
- Matylda (1813–1862) – żona landgrafa Hesji-Darmstadt Ludwika III
- Otto (1815–1867) – król Grecji w latach 1832–1862
- Theodelinde (1816–1817)
- Luitpold (1821–1912) – książę regent Bawarii w latach 1886–1912
- Adelgunde (1823–1914) – żona księcia Modeny Franciszka V
- Hildegarda (1825–1864) – żona księcia Cieszyńskiego Albrechta
- Adalbert (1828–1875) – ożenił się z infantką Amalią

## Genealogia
| Prapradziadkowie                               | Christian II Wittelsbach (1637–1717) ∞1667 Katarzyna Agata Rappoltstein (1648–1683)                            | Ludwik Nassau-Saarbrücken (1663–1713) ∞1699 Filipina Hohenlohe-Langenburg (1679–1751)                          | Teodor Wittelsbach (1659–1732) ∞1692 Maria Hessen-Rotenburg-Rheinfels (1675–1720)                              | książę-elektor Karol III Filip Wittelsbach (1661–1742) ∞1688 Ludwika Karolina Radziwiłłówna (1667–1695)        | landgraf Hesji-Darmstadt Ernest Ludwik (1667–1739) ∞1687 Dorota Charlotta Hohenzollern (1661–1705)             | Jan Reinhard III. Hanau (1665–1736) ∞1699 Dorota Fryderyka Hohenzollern (1676–1731)                            | Jan Karol Leiningen-Dagsburg (1662–1698) ∞1685 Joanna Magdalena Hanau-Lichtenberg (1660–1715)                  | Ludwik Solms-Rödelheim ∞ Charlotta Sibylla Ahlefeld                                                            |
| Pradziadkowie                                  | Christian III Wittelsbach (1674–1735) ∞1719 Karolina Nassau-Saarbrücken (1704–1774)                            | Christian III Wittelsbach (1674–1735) ∞1719 Karolina Nassau-Saarbrücken (1704–1774)                            | Józef Karol Wittelsbach (1694–1729) ∞1717 Elżbieta Augusta Wittelsbach (1693–1728)                             | Józef Karol Wittelsbach (1694–1729) ∞1717 Elżbieta Augusta Wittelsbach (1693–1728)                             | landgraf Hesji-Darmstadt Ludwik VIII (1691–1768) ∞1717 Charlotta Hanau-Lichtenberg (1700–1726)                 | landgraf Hesji-Darmstadt Ludwik VIII (1691–1768) ∞1717 Charlotta Hanau-Lichtenberg (1700–1726)                 | Christian Leiningen-Dagsburg (1695–1766) ∞1726 Katarzyna Polyxena Solms-Rödelheim (1702–1765)                  | Christian Leiningen-Dagsburg (1695–1766) ∞1726 Katarzyna Polyxena Solms-Rödelheim (1702–1765)                  |
| Dziadkowie                                     | Fryderyk Michał Wittelsbach (1724–1767) ∞1746 Maria Franciszka Wittelsbach (1724–1794)                         | Fryderyk Michał Wittelsbach (1724–1767) ∞1746 Maria Franciszka Wittelsbach (1724–1794)                         | Fryderyk Michał Wittelsbach (1724–1767) ∞1746 Maria Franciszka Wittelsbach (1724–1794)                         | Fryderyk Michał Wittelsbach (1724–1767) ∞1746 Maria Franciszka Wittelsbach (1724–1794)                         | Jerzy Wilhelm Hessen-Darmstadt (1722–1782) ∞1748 Maria Leiningen-Dagsburg-Falkenburg (1729–1818)               | Jerzy Wilhelm Hessen-Darmstadt (1722–1782) ∞1748 Maria Leiningen-Dagsburg-Falkenburg (1729–1818)               | Jerzy Wilhelm Hessen-Darmstadt (1722–1782) ∞1748 Maria Leiningen-Dagsburg-Falkenburg (1729–1818)               | Jerzy Wilhelm Hessen-Darmstadt (1722–1782) ∞1748 Maria Leiningen-Dagsburg-Falkenburg (1729–1818)               |
| Rodzice                                        | król Bawarii Maksymilian I Józef Wittelsbach (1756–1825) ∞1785 Augusta Wilhelmina Hessen-Darmstadt (1765–1796) | król Bawarii Maksymilian I Józef Wittelsbach (1756–1825) ∞1785 Augusta Wilhelmina Hessen-Darmstadt (1765–1796) | król Bawarii Maksymilian I Józef Wittelsbach (1756–1825) ∞1785 Augusta Wilhelmina Hessen-Darmstadt (1765–1796) | król Bawarii Maksymilian I Józef Wittelsbach (1756–1825) ∞1785 Augusta Wilhelmina Hessen-Darmstadt (1765–1796) | król Bawarii Maksymilian I Józef Wittelsbach (1756–1825) ∞1785 Augusta Wilhelmina Hessen-Darmstadt (1765–1796) | król Bawarii Maksymilian I Józef Wittelsbach (1756–1825) ∞1785 Augusta Wilhelmina Hessen-Darmstadt (1765–1796) | król Bawarii Maksymilian I Józef Wittelsbach (1756–1825) ∞1785 Augusta Wilhelmina Hessen-Darmstadt (1765–1796) | król Bawarii Maksymilian I Józef Wittelsbach (1756–1825) ∞1785 Augusta Wilhelmina Hessen-Darmstadt (1765–1796) |
| Ludwik I Wittelsbach (1786–1868), król Bawarii | | | | | | | | |